# Czégényi monostor
A Czégényi monostort még a Szent István uralkodása utáni időben a Szamos és a Tisza közén is megtelepedett Szentemágócs nemzetség egyik őse Kölcse ispán építtette úgy 1181 körül.

## Története
Kölcse ispán az 1181 előtt, bizonyára királyi adományban, a Szamos–Tisza-szögén kapott birtokán, 1181-re építtette fel a czégényi monostort, s annak javára tett adományait ez évben a király által is megerősíttette.
A Szentemágócs nemzetség - melyből Kölcse ispán is származott - ősi fészke eredetileg a Dunántúlon Baranyában volt. A nemzetség azonban korán átszármazott Békés vármegye nyugati szélére, ahonnan, a Szent István uralkodása utáni időben, telepedett le a Szamos és a Tisza közére. Egyik őse Kölcse ispán még 1181 előtt nagy kiterjedésű jószágokat nyert adományúl a Szamos és a Tisza szögén; e birtokokból alapította a czégényi monostort, a Boldogságos Szűz tiszteletére, melynek a nemzetség évszázadokon át kegyúra volt.
Czegen 1344-ben már Czegen Monasterium s Czegen monosthora, néven szerepelt és a Kölcsey család kapott megerősítő adományt a Czégényi monostorra; ettől kezdve Chegen, Czegen alakban fordult elő a község neve, a melynek századokon át a Kölcsey család maradt a birtokosa, később pedig a rokon Kende család birtoka volt.
A Szentemágócs nemzetség tagjai közül I. István fia, II. Mikó, 1288-ban átiratja a czégényi monostor 1181-iki alapítólevelét, majd Dénes fiai 1345-ben osztoztak meg először a birtokon mégpedig akként, hogy János, Jakab és András kapták: Kölcse, Csécse, Cseke, az ezzel határos, de már eltünt Petlend és Orbánd, továbbá Ököritó, Mácsa (ma puszta Ököritó mellett), Ete-Tyúkod falvakat és Kápolnás-Szekeresnek Mánd felé eső részét. Mihályéi és Miklóséi lettek: Istvándi, Csécse, Kóród, Kömörő és Milota falvak. Őseik nyugvóhelye: Czégény monostora pedig közös jószág maradt, tehát ekkor még valószínűleg állt Czégény monostora.
A templom évszázadokon át szolgált a Kölcsey-Kende család temetkezési helyéül. 1696-ból való az első olyan adat, amely a templomnak a reformáció kapcsán kialakult hovatartozásáról szól.
Az 1700-as évek végére már nagyon megrongált állapotban lévő templomot nagyrészt Ajtay Sámuel segítségével 1797-ben újjáépítették. Az előzetes kutatásokból arra következtetnek, hogy az építés során felhasználták a 13. századi ősi templom falait, amely valószínű a volt czégényi monostor lehetett. Az épületen 1863-ban komoly átalakításokat  végeztek, és ekkor bővítették ki a korábbi fatorony helyett egy négyszögletű homlokzati toronnyal is.